# UTA (音楽プロデューサー)
UTA（ユウタ、生年月日非公表）は、日本の音楽プロデューサー、トラックメイカー、作曲家、編曲家。tinyvoice production所属。

## 人物
学生時代にバンドを結成して音楽の道を志す。2005年にFIRSTKLASプロデュース、MTV主催のオーディション番組「MTV STAR TOUR」のファイナリスト・L&Jを通じて今井了介の目に留まりtinyvoice productionに所属する。主に楽曲のプロデュース・編曲・トラックメイク・作曲を行うが、少例だがボーカルのディレクションや、リミックスを受け持ったことがある。
2023年5月、HYBE LABELS JAPANとの間でプロデューサー契約を締結した。

## 携わった主なアーティスト
KAT-TUN、UVERworld、安室奈美恵、三浦大知、BENI、倖田來未、AI、東方神起、w-inds.、JASMINE、CHEMISTRY、川畑要、青山テルマ、嵐、山下智久、Love、山口リサ、DOUBLE、Juliet、Tiara、Mhiro、大原櫻子、BTS、SUPER★DRAGON、城田優、ディーン・フジオカ、Knights、ØMI、SKI-HI、Novel Core、Eve、ゆず、Superfly、8LOOM、松下洸平、King & Prince、WATWING  BUDDiiS 等。